# 政府对插电式电动汽车的激励措施

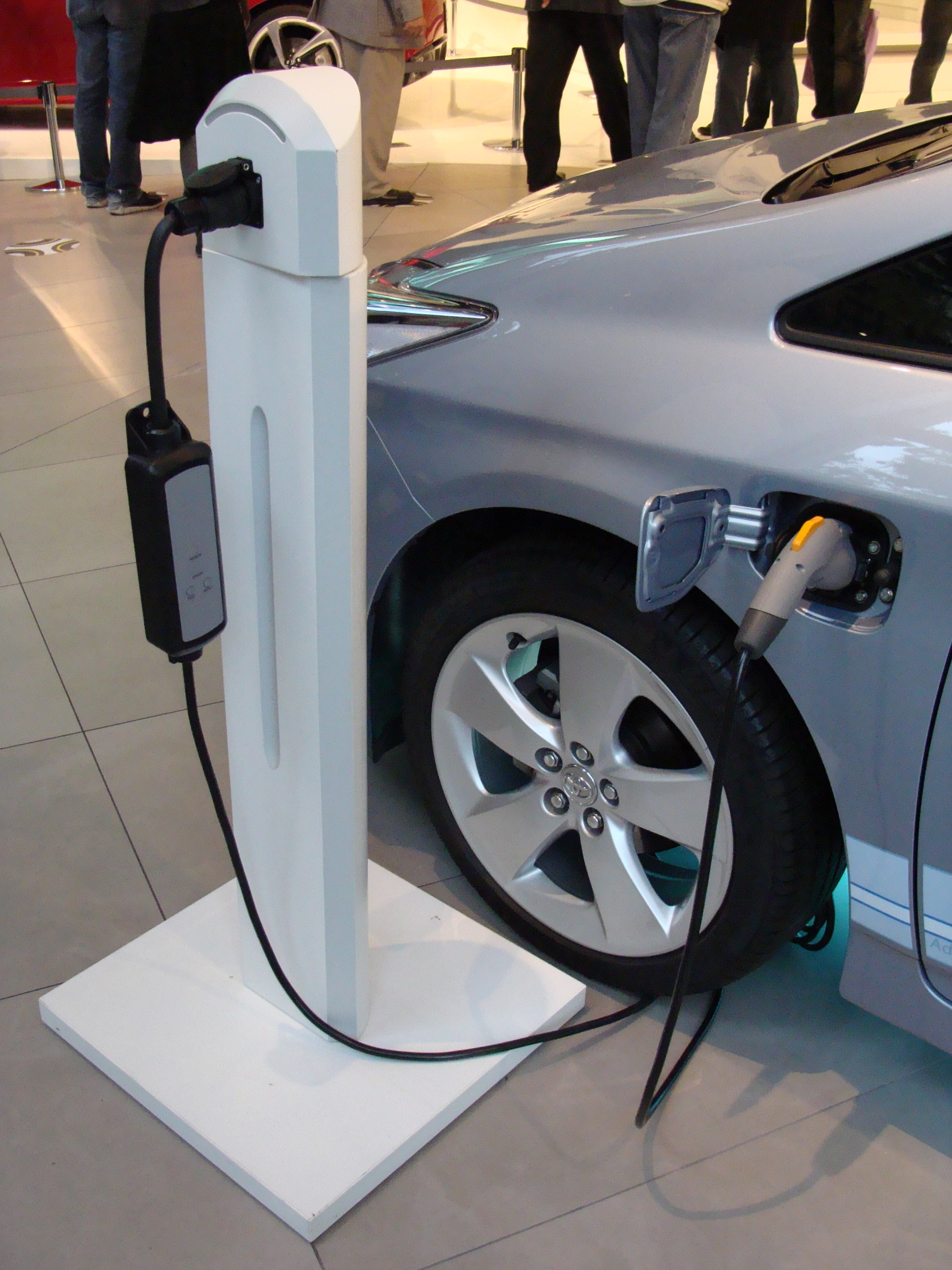
充电式电动车辆正在充电

世界各地政府推出優惠措施鼓勵居民購買充电式电动车辆。这些激励措施包括购买退税、免税和税收减免、可以使用公交专用道以及免除額外费用（充电、停车、通行费等）。 政府奖励的金额可能取决于電動車電池大小以及是否是全电动車（有些國家會對混合动力电动载具、燃料電池載具、改裝電動車有補貼）。不過隨著新能源車的普及，有些國家會減小補貼力度，如中華人民共和國在2022年的新能源汽车补贴标准在2021年基础上退坡30%。
一些政府規定在一定時間內要废止燃油车。例如，挪威制定了一个目标，即到2025年所有销售的新车都应该是零排放车辆（纯电动汽车或氢气燃料車）。其他国家也宣布了类似的電動車目标，大多数是在2030年至2050年這段期間内要完成。